# Apocalisse di Treviri
La cosiddetta Apocalisse di Treviri è un manoscritto miniato dell'Apocalisse di Giovanni, datato al primo quarto del IX secolo, conservato nella Biblioteca comunale di Treviri (Codex 31). Il manoscritto, con le sue 74 miniature a piena pagina, costituisce una delle apocalissi più antiche e complete conservate ancora oggi, e la più antica illustrata.

## Storico
Non si conosce l'origine precisa del manoscritto. Proverrebbe forse da uno scriptorium nell'ovest dell'Impero carolingio, nell'orbita dell'abbazia di Saint-Martin di Tours, nel nord dell'attuale Francia, forse a Cambrai. Un altro manoscritto, copia di questo, è infatti parzialmente conservato nella locale biblioteca cittadina (Ms.386).
Dall'XI secolo il manoscritto si trovava nell'abbazia di San Mattia a Treviri. Con la secolarizzazione dei conventi, nel 1802, il manoscritto passò alla biblioteca della scuola centrale della città e poi alla biblioteca comunale quando questa fu creata nel 1804. Durante la seconda guerra mondiale le collezioni furono trasferite per un certo periodo all'Università di Gießen, poi in rifugi sotterranei nella stessa Treviri durante i bombardamenti e infine restituite alla città dopo il conflitto.

## Descrizione
Sarebbe stato realizzato a partire da un manoscritto tardoantico, sicuramente di origine romana, datato VI secolo e oggi perduto. Questo manoscritto originale doveva essere vicino nelle decorazioni ai Vangeli di Sant'Agostino, datati allo stesso secolo, ciononostante non ne ricalca certamente l'impaginazione, perché disporre l'iconografia e il testo su pagine separate è tipico del periodo carolingio; allo stesso periodo risale anche la pratica di raggruppare il testo in paragrafi.
Il manoscritto di Treviri contiene 74 miniature a penna colorata, a piena pagina, una per foglio dell'opera.
Queste miniature sono direttamente ispirate all'iconografia antica, ma con alcuni adattamenti: Satana è così rappresentato con sembianze che ricordano Pan, con le corna in testa (f.66-67), mentre l'angelo di f.19v ricorda la figura di Nike, dea greca della vittoria.
Le figure sono integrate nel testo ad illustrare la sezione precedente, a eccezione della prima (fol. 1v). Il ciclo pittorico dell'Apocalisse di Treviri è una pura illustrazione del testo in forma narrativa, non offre interpretazioni o significati che vadano oltre il testo. Non è possibile provare riferimenti a commentari dell'Apocalisse tardoantichi o altomedievali o ad altri scritti teologici o liturgici.